# Ignacja Piątkowska
Konstantyna Ignacja Piątkowska (ur. 29 czerwca 1866 w Smardzewie, zm. 18 kwietnia 1941 tamże) – polska poetka, pisarka, dramatopisarka, działaczka oświatowa i kulturalna, zbieraczka folkloru sieradzkiego, regionalistka.

## Życiorys
Na wychowanie Konstancji Ignacji Piątkowskiej duży wpływ miał ojciec Ignacy, człowiek wykształcony (odbył studia w Paryżu i w Wiedniu), dbający o to, aby jedynaczka znała historię Polski oraz własnego rodu. Jako właściciel dworu w Smardzewie utrzymywał kontakty kulturalne. Matką Konstantyny Ignacji była Józefa z Białobrzeskich. Dziewczynka otrzymała staranne wykształcenie, po śmierci ojca (1879) prowadzone przez domowe nauczycielki.
W 1888 Ignacja Piątkowska poślubiła ziemianina Władysława Kuczborskiego, który szybko roztrwonił rodzinny majątek, a małżeństwo okazało się fikcją. W rezultacie Piątkowska poświęciła się pracy.
W młodości pisała krótkie reportaże z życia okolicy. Zadebiutowała w 1884 na łamach dziennika regionalnego „Kaliszanin”, z którym związała się na lata. Publikowała teksty z etnografii, dialektologii i folklorystyki w „Kaliszaninie”, „Wiśle”, „Gazecie Kaliskiej”, „Ludzie”, „Kronice Piotrkowskiej”, „Kłosach”, „Przeglądzie Tygodniowym”, „Ziemi”, „Tygodniku Ilustrowanym”. Na łamach „Kaliszanina” ukazywały się jej wiersze, nowelki i jednoaktówki obyczajowe. Opowiadania, baśnie i nowele publikowała w „Kurierze Polskim”, „Gazecie Narodowej”, „Tygodniku Polskim”, piotrkowskim „Tygodniu”, „Ziarnach”, „Naszych Kłosach”, „Czytelni dla Wszystkich”. Twórczość literacka, choć krytykowana, była dla niej formą zarobku. Była autorką kilkuset wierszy okolicznościowych, patriotycznych, miłosnych, refleksyjnych. Ukazywały się one w czasopiśmie „Ziemia Sieradzka”. Małe formy literackie ukazywały się w „Płomyczku” i „Płomyku”. Dla „Gazety Kujawskiej” pisała artykuły wstępne poświęcone tematyce społecznej, zaś w „Gazecie Kaliskiej” była specjalistką w dziedzinie kultury ludowej. Jako publicystka działała na rzecz praw kobiet i ubogich dzieci.
Od 1886 prowadziła systematyczne badania etnograficzno-folklorystyczne w okolicach Sieradza, Kalisza i Łasku. Pracowała nad monografią Łasku. Opracowywała hasła do Słownika gwar polskich (1900–1911) Jana Karłowicza, przesyłała Oskarowi Kolbergowi opisy obrzędów i piosenek z okolic Sieradza. Była pionierką badań etnograficznych w Sieradzkiem.
W czasach zaborów prowadziła w swoim dworze tajną szkółkę dla dzieci chłopskich i folwarcznych. Była inicjatorką akcji odczytowej dla dorosłych. Jej prelekcje obejmowały tradycyjną kulturę ludową, ochronę przyrody, krajoznawstwo, zagadnienia literackie i historyczne. Organizowała amatorskie przedstawienia teatralne. Prowadziła pracę oświatową wśród kobiet. W Smardzewie bywali słynni artyści, pisarze i naukowcy. Jej działalność krajoznawcza sprawiła, że odwiedzali ją Zygmunt Gloger, Stanisław Graeve, Michał Witanowski, Leonard de Vermont Jaques. 

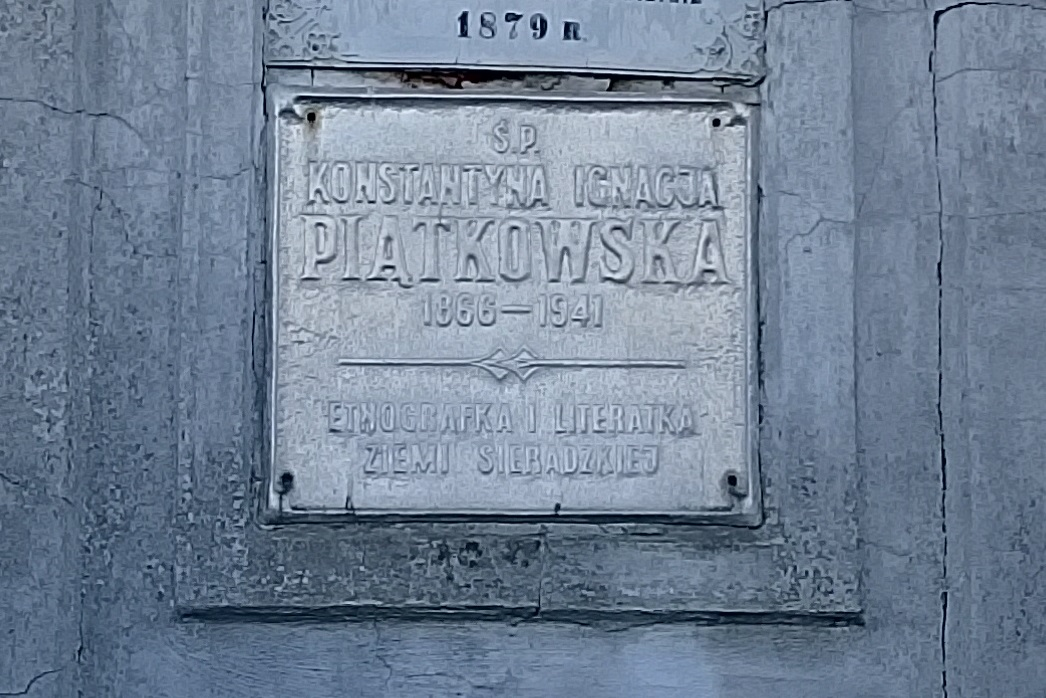
Tablica nagrobna Ignacji Piątkowskiej we Wróblewie

Była członkinią Towarzystwa Literatów i Dziennikarzy Polskich w Łodzi, jedną z pierwszych osób należących do organizacji. Była członkinią korespondencyjną piotrkowskiego oddziału Towarzystwa Krajoznawczego (późniejsze Polskie Towarzystwo Krajoznawcze). W 1909 brała udział w organizacji Wystawy Pracy Kobiet w Kaliszu. Uczestniczyła w obradach sekcji etnograficznej Komisji Antropologicznej Akademii Umiejętności w Krakowie. 
W końcu lat 20. XX wieku ograniczyła aktywność literacką. W 1939 za działalność społeczną w okresie zaborów przyznano jej stałą zapomogę finansową. Zmarła w rodzinnym dworze w Smardzewie, gdzie mieszkanie umożliwił jej nowy właściciel. Pochowano ją w rodzinnym grobowcu we Wróblewie.
Kazimierz Moszyński skrytykował jej działalność etnograficzno-folklorystyczną, zarzucając nieścisłości i fałszowanie materiałów, co powtarzali inni badacze. Piątkowska jednak nie miała aspiracji naukowych, zafascynowaną kulturą ludową własnego regionu, była regionalistką-amatorką, skuteczną popularyzatorką. Krytyka ta wpłynęła na późniejszy odbiór twórczości Piątkowskiej. Jej biogramu nie zamieszczono w Polskim Słowniku Biograficznym. W Słowniku folkloru polskiego otrzymała krótką notę.